# Івановське (Чорноголовський міський округ)
Іва́новське (рос. Ивановское) — село у складі Чорноголовського міського округу Московської області, Росія.

## Населення
Населення — 77 осіб (2010; 62 у 2002).
Національний склад (станом на 2002 рік):
- росіяни — 95 %